# Gnetum
Gnetum, biljni rod golosjemenjača (Gymnospermae) koji čini samostalnu porodicu Gnetaceae, red Gnetales i pripada razredu Gnetopsida, divizija Gnetophyta.

## Opis porodice
Gnetaceae su porodica tropskih golosjemenjača u redu Gnetales (odjel Gnetophyta), sastavljena od jednog roda, Gnetum, s 30 ili više vrsta. Među afričkim vrstama prevladava drveće; većina azijskih sorti su drvenaste loze, ali među iznimkama je G. gnemon, drvo visoko oko 20 metara (65 stopa) koje daje korisna vlakna i jestivo voće nalik šljivi. Druge vrste nalaze se u Neotropima. Uočljive, mrežaste žile širokih listova vrste Gnetum površno podsjećaju na angiosperme. Jajne stanice (potencijalne sjemenke) su zatvorene, a provodne stanice u drvu uključuju otvorene cijevi poznate kao posude; potonje stanje također je karakteristično za angiosperme.

## Vrste
Na popisu su vrste:
1. Gnetum acutum Markgr.
2. Gnetum africanum Welw.
3. Gnetum arboreum Foxw.
4. Gnetum bosavicum Markgr.
5. Gnetum buchholzianum Engl.
6. Gnetum camporum (Markgr.) D.W.Stev. & Zanoni
7. Gnetum catasphaericum H.Shao
8. Gnetum chinense Y.Yang, Bing Liu & S.Z.Zhang
9. Gnetum contractum Markgr.
10. Gnetum costatum K.Schum.
11. Gnetum cuspidatum Blume
12. Gnetum diminutum Markgr.
13. Gnetum edule (Willd.) Blume
14. Gnetum formosum Markgr.
15. Gnetum giganteum H.Shao
16. Gnetum globosum Markgr.
17. Gnetum gnemon L.
18. Gnetum gnemonoides Brongn.
19. Gnetum gracilipes C.Y.Cheng
20. Gnetum hainanense C.Y.Cheng ex L.K.Fu, Y.F.Yu & M.G.Gilbert
21. Gnetum interruptum Biye
22. Gnetum klossii Merr. ex Markgr.
23. Gnetum latifolium Blume
24. Gnetum latispicum Biye
25. Gnetum leptostachyum Blume
26. Gnetum leyboldii Tul.
27. Gnetum loerzingii Markgr.
28. Gnetum luofuense C.Y.Cheng
29. Gnetum macrostachyum Hook.f.
30. Gnetum microcarpum Blume
31. Gnetum montanum Markgr.
32. Gnetum neglectum Blume
33. Gnetum nodiflorum Brongn.
34. Gnetum oblongum Markgr.
35. Gnetum oxycarpum Ridl.
36. Gnetum paniculatum Spruce ex Benth.
37. Gnetum parvifolium (Warb.) W.C.Cheng
38. Gnetum pendulum C.Y.Cheng
39. Gnetum raya Markgr.
40. Gnetum ridleyi Gamble ex Markgr.
41. Gnetum schwackeanum Taub. ex Schenck
42. Gnetum tenuifolium Ridl.
43. Gnetum urens (Aubl.) Blume
44. Gnetum venosum Spruce ex Benth.

- Gnetum luofuense
- Gnetum africanum
- Gnetum gnemon
- Gnetum gnemon
- Gnetum gnemon